# Podstawy prawne transplantacji ex vivo
Podstawy prawne transplantacji ex vivo (łac. „z istoty żywej”) – uregulowania prawne dotyczące transplantacji wyróżnionej ze względu na pochodzenie organu do transplantacji od żywego organizmu. W zakresie tym wyróżnia się przeszczepy między osobami spokrewnionymi, np. rodzice, dzieci, dziadkowie, oraz osobami niespokrewnionymi, np. małżonkowie, osoby bliskie, osoby obce. Zabieg ma na celu ratowanie życia i zdrowia biorcy, realizowany jest więc sens leczniczy przeszczepu. W odniesieniu do dawcy jest to zabieg nieterapeutyczny.

## Modele przeszczepówex vivo
U. Schroth i Th. Gutmann zaproponowali trzy modele, którzy podział ten uzależnili od rodzaju i intensywności restrykcji odnoszących się do potencjalnego dawcy, występujących w państwach europejskich.

### Model silnej restrykcji
Model silnej restrykcji, w którym to krąg dawców jest mocno zawężony i ograniczony, nie przewidziane są żadne wyjątki. Występuje w uregulowaniach francuskich, portugalskich, rosyjskich i fińskich. 
We Francji, wraz z uchwaleniem w 1994 r. ustawy bioetycznej, znowelizowanej w 2004 r., krąg potencjalnych dawców został ograniczony do rodziców, dzieci i rodzeństwa biorcy; możliwa jest donacja między małżonkami oraz osobami pozostającymi w bliskich relacjach, której zasadność ocenia niezależna komisja ekspertów. W ustawodawstwie rosyjskim transplantacja ex vivo dopuszczalna jest tylko między osobami spokrewnionymi genetycznie, w prawodawstwie portugalskim możliwe jest dawstwo tkanek nieregenerujących się krewnym do trzeciego stopnia, w Finlandii dopuszczalna jest transplantacja między rodzicami, pełnoletnim rodzeństwem oraz dziećmi.

### Model średniej restrykcji
Model średniej restrykcji oparty jest na ograniczonym, lecz szerokim kręgu potencjalnych dawców. Występuje w uregulowaniach niemieckich i słoweńskich. 
Niemiecka ustawa transplantacyjna zawęża krąg dawców do krewnych pierwszego i drugiego stopnia, małżonków, partnerów życiowych, narzeczonych oraz innych osób, które pozostają w szczególnie bliskich i niebudzących wątpliwości relacjach. Prawodawstwo Słowenii nie posiada konkretnych uregulowań dotyczących transplantacji między żyjącymi, jednak w odniesieniu do organów nieregenerujących się stanowi, że donacja taka może odbywać się między osobami spokrewnionymi genetycznie, rodziną lub żyjącymi w bliskich relacjach. Warunkiem jest wydanie zgody przez Komisję do Spraw Etyki Transplantacji.

### Model słabej restrykcji
Model słabej restrykcji, w którym ustawa ściśle określa krąg potencjalnych dawców, przewidując równocześnie liczne odstępstwa. Model ten występuje w ustawodawstwie brytyjskim, szwedzkim, polskim i włoskim. 
W Wielkiej Brytanii aktem regulującym kwestię transplantacji jest „Human Organ Transplant Act” z 1989 r., wielokrotnie nowelizowany. Zgodnie z nim, donacja ex vivo dopuszczalna jest między krewnymi do czwartego stopnia, a wyjątkowo między innymi osobami – w tym przypadku zasadność ocenia specjalna komisja „Unrelated Live Transplant Regulatory Authority”. Szwedzka ustawa z 1995 r. jako legalną przyjmuje transplantację organów nieregenerujących się między krewnymi i osobami bliskimi, jednak w sytuacjach wyjątkowych szwedzki Narodowy Urząd Zdrowia decyduje o możliwości donacji między innymi osobami, o ile konkretny przypadek oceni jako szczególny. Włoska regulacja z 1967 r. jako krąg potencjalnych dawców określa rodziców, pełnoletnie rodzeństwo i dzieci. W sytuacji niemożliwości pobrania od nich tkanek nieregenerujących się brane pod uwagę są inne osoby. W części państw europejskich nie istnieją szczególne ustawowe ograniczenia dotyczące relacji dawca-biorca w transplantacji ex vivo. U. Schroth i Th. Gutmann za przykłady podają Austrię i Norwegię, których prawodawstwo w zakresie transplantacji nie ogranicza w sposób restrykcyjny kręgu dawców, a jedynie określa warunki dopuszczenia dawcy i biorcy oraz sposób wyrażenia wymaganej zgody zarówno przez strony zainteresowane, jak i odpowiednie komisje badające zasadność donacji.

## Warunki transplantacji w ustawodawstwie polskim
Kryterium wyznaczającym krąg potencjalnych dawców jest przedmiot transplantacji. W przypadku donacji ex vivo są to komórki i tkanki nieregenerujące się, komórki i tkanki ulegające regeneracji oraz szpik kostny i komórki krwiotwórcze krwi obwodowej, które stanowią odrębną kategorię mimo zdolności do regeneracji.
W ustawodawstwie polskim krąg potencjalnych dawców organów nieregenerujących się został ograniczony do krewnych w linii prostej, rodzeństwa, osoby przysposobionej, małżonka oraz osoby, wobec której jest to uzasadnione szczególnymi względami osobistymi. Organy regenerujące się mogą zostać pobrane od każdego, kto posiada pełną zdolność do czynności prawnych (wyklucza to osoby ubezwłasnowolnione).
Kandydat na dawcę zostaje obowiązkowo poinformowany o szczegółach zabiegu – rodzaju, ryzyku związanym z donacją, dających się przewidzieć następstwach dla jego stanu zdrowia w przyszłości. Gwarancją obiektywności jest podwójny obowiązek informacyjny - przez lekarza wykonującego zabieg oraz innego lekarza, niebiorącego udziału w zabiegu. Zgoda kandydata na dawcę wyrażana jest przed zabiegiem, w sposób dobrowolny, świadomy, z zachowaniem formy pisemnej.

### Dawca małoletni
Kwestia dopuszczalności transplantacji ex vivo od dawcy małoletniego została w polskim ustawodawstwie uregulowana w sposób szczególny i rygorystyczny. Przedmiotem transplantacji może być szpik kostny lub komórki krwiotwórcze krwi obwodowej. Krąg biorców został ograniczony wyłącznie do rodzeństwa dawcy.
Pobranie szpiku kostnego lub komórek krwiotwórczych od osoby małoletniej wymaga szczególnej formy. Ustawodawca posłużył się konstrukcją zgody podwójnej – w przypadku dawcy małoletniego, który nie ukończył trzynastego roku życia, wymagana jest zgoda przedstawiciela ustawowego wyrażona po uzyskaniu zgody sądu opiekuńczego, właściwego ze względu na miejsce zamieszkania kandydata. Podmiotem dodatkowo uprawnionym jest sam dawca, o ile ukończył 13. rok życia (konstrukcja zgody potrójnej).